# Poker Face (film)
Pour les articles homonymes, voir Poker Face (homonymie).
 (août 2021).
Si vous disposez d'ouvrages ou d'articles de référence ou si vous connaissez des sites web de qualité traitant du thème abordé ici, merci de compléter l'article en donnant les références utiles à sa vérifiabilité et en les liant à la section « Notes et références ».
Pour plus de détails, voir Fiche technique et Distribution.
Poker Face est un thriller américain réalisé par Russell Crowe. Il s'agit de son second long-métrage en tant que réalisateur après La Promesse d'une vie.
Le film est présenté au festival international du film de Rome 2022.

## Synopsis
Le milliardaire Jake Foley rassemble ses amis d'enfance dans sa maison à Sydney pour une partie  de poker à gros risque. Ces amis ont une relation amour-haine envers lui et il leur a concocté un plan conçu pour leur apporter une certaine justice à tous. Cependant, Jake devra revoir sa stratégie lorsque son manoir est rattrapé par un dangereux envahisseur dont les emplois précédents se sont tous soldés par un meurtre et un incendie criminel.

## Fiche technique
Sauf indication contraire, les informations mentionnées dans cette section peuvent être confirmées par la base de données cinématographiques IMDb,  présente dans la section « Liens externes ».
- Titre original : Poker Face
- Réalisation : Russell Crowe
- Scénario : Stephen M. Coates
- Musique : Matteo Zingales et Antony Partos
- Décors : Hugh Bateup
- Photographie : Aaron McLisky
- Direction artistique : Patrick James Howe
- Production : Addam Bramich, Jason Clark, Gary Hamilton, Ryan Hamilton, Keith Rodger, Jeanette Volturno et Matt Williams
- Sociétés de production : Arclight Films, Future Artists Entertainment et Scarlett Pictures
- Pays de production :  États-Unis
- Langue originale : anglais
- Format : couleur
- Genre : Thriller
- Durée : 94 minutes
- Dates de sortie[1] :
  - Italie : 16 octobre 2022 (festival de Rome)
  - États-Unis : 16 novembre 2022 (sortie limitée en salles)
  - États-Unis, Canada : 22 novembre 2022 (vidéo à la demande)
  - France : 11 octobre 2023 (en DVD)

## Distribution
- Russell Crowe (VF : Emmanuel Jacomy ; VQ : Pierre Auger) : Jake Foley
- Liam Hemsworth (VFB : Sébastien Hébrant ; VQ : Patrice Dubois) : Michael Nankervis
- RZA (VQ : Fayolle Jean Jr.) : Andrew Johnson
- Aden Young (VFB : Franck Dacquin ; VQ : Christian Perrault) : Alex Harris
- Steve Bastoni (VFB : Olivier Prémel ; VQ : Frédéric Paquet) : Paul Muccino
- Daniel MacPherson (en) (VFB : Maxime van Santfoort ; VQ : Jean-François Beaupré) : Sam McIntyre
- Brooke Satchwell (en) : Nicole Foley
- Paul Tassone (VFB : Steve Driesen ; VQ : Louis-Philippe Dandenault) : Victor
- Matt Nable (VQ : Patrick Chouinard) : Billy
- Benedict Hardie (VFB : Alessandro Bevilacqua ; VQ : Maël Davan-Soulas) : Styx
- Elsa Pataky : Penelope
- Molly Grace (VQ : Marguerite d'Amour) : Rebecca Foley
- Jacqueline McKenzie : le docteur
- Jack Thompson : Shaman Bill (Paje)

Version française dirigée par Nathanel Alimi (France) et Laurent Vernin (Belgique) au studio Lylo, d'après une adaptation des dialogues de Céline Rimbaut. Source : générique de fin.